# IDET
IDET je mezinárodní veletrh obranné a bezpečnostní techniky, který se koná na Brněnském výstavišti v Brně. Veletrh se koná jednou za dva roky, vždy v lichý rok. Poprvé se konal v roce 1993. Podle organizátorů má sloužit jako podpora exportu českých představitelů obranného a bezpečnostního průmyslu. Na veletrhu má silné zastoupení Ministerstvo obrany ČR a Armáda ČR. Veletrh byl dříve veřejnosti nepřístupný, od roku 2013 jí byl zpřístupněn. IDET se dlouhodobě setkává s kritikou, zejména za to, že jsou jeho účastníky pravidelně státy porušující lidská práva, do kterých Česko vyváží zbraně. Taktéž ho dlouhodobě provází protesty za jeho zrušení.

## Kontroverze a protesty
S veletrhem IDET jsou spjaté kontroverze, za které je pravidelně kritizován aktivisty a ochránci lidských práv. Veletrhu se běžně účastní státy dlouhodobě porušující lidská práva nebo prodlužující válečné konflikty. V minulosti se IDETu zúčastnilo například Turecko, Rusko, Čína, Ázerbájdžán, Egypt, Spojené arabské emiráty, Saúdská Arábie, Filipíny, Vietnam, Bělorusko, Mexiko, Brazílie, Jemen, Ghana, Kolumbie, Indonésie nebo Srí Lanka. V roce 2017 bylo hlavním partnerem veletrhu Turecko i přes dlouhodobě špatnou lidskoprávní situaci. V lednu téhož roku (před konáním veletrhu) pozorovatelé OSN potvrdili nelidské zacházení a mučení v tureckých věznicích, kde jsou bez spravedlivého soudu drženi odpůrci režimu, zejména novináři, ochránci lidských práv či opoziční politici.
V roce 2003 byly na veletrhu vystavovány a k prodeji nabízeny protipěchotní miny, jejichž použití, skladování a prodej je zakázán Ottawskou konvencí. Vystavovatelem byla česká zbrojovka Poličské strojírny. Stejná společnost v roce 2001 vyvezla na Srí Lanku, kde probíhala krvavá občanská válka, tanky, raketomety a munici v hodnotě 2,5 milionů dolarů. V minulosti na veletrhu vystavovala též čínská firma NORINCO, spojená s výrobou pozemních protipěchotních min, s prodejem zbraní vojenské juntě v Barmě či s dodávkami samočinných pušek Kalašnikov, raketometů a přenosných protiletadlových raket na černý trh v USA.

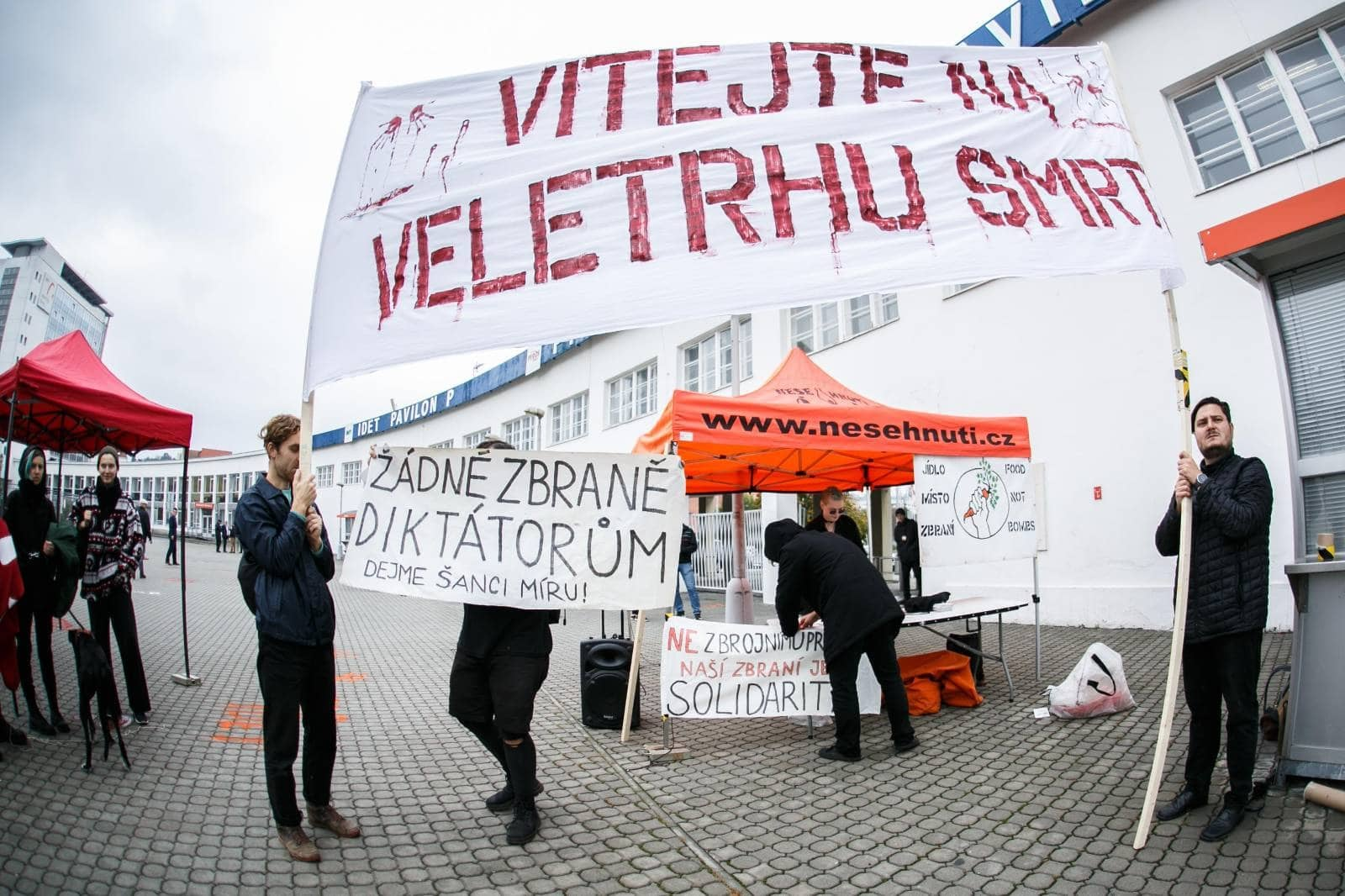
Konání IDETu v roce 2021 opět provázela řada lidskoprávních protestů, včetně protestního shromáždění před vstupem na brněnské výstaviště.

Konání IDETu dlouhodobě provází protesty v podobě pochodů, happeningů, demonstrací či piet za oběti válek. Jejich organizátoři upozorňují na problematičnost české zbrojní exportní politiky a propojení IDETu s nedemokratickými režimy a problematickými firmami. V roce 2017 taktéž iniciativa Stop IDET předala brněnskému zastupitelstvu otevřený dopis, který podepsalo 15 organizací a 151 jednotlivců. Žádala v něm, aby město neposkytovalo prostory výstaviště pro dojednávání zbrojařských obchodů do zemí, kde jsou porušována lidská práva. I v roce 2021, kdy se IDET kvůli pandemii covidu-19 konal netradičně na podzim, ho provázela řada lidskoprávních protestů. První den konání veletrhu například lidskoprávní skupina NeBoj vyvěsila na bránu brněnského výstaviště velký transparent s nápisem "Válka začíná tady." Konalo se také protestní shromáždění před vstupem na veletrh. 